# Nikołaj Piegow
Nikołaj Michajłowicz Piegow (ros. Никола́й Миха́йлович Пе́гов, ur. 3 kwietnia?/16 kwietnia 1905 w Moskwie, zm. 19 kwietnia 1991 tamże) – radziecki polityk, dyplomata, wiceminister spraw zagranicznych ZSRR (1973-1975), członek KC WKP(b)/KPZR (1939-1986), sekretarz KC KPZR (1952-1953).
Od 1930 należał do WKP(b), 1931-1935 był zastępcą dyrektora i dyrektorem tkalni jedwabiu w Moskwie, 1935-1938 studiował w Akademii Przemysłowej, 1938 był sekretarzem komitetu WKP(b) Akademii Przemysłowej i sekretarzem odpowiedzialnym Wydziału Organów Partyjnych KC WKP(b), od czerwca do października 1938 sekretarzem Dalekowschodniego Krajowego Komitetu WKP(b), a od października 1938 do 16 lutego 1939 sekretarzem Biura Organizacyjnego KC WKP(b) w Kraju Nadmorskim. Od 21 lutego 1939 do lutego 1947 I sekretarz Nadmorskiego Krajowego Komitetu WKP(b) i Komitetu Miejskiego WKP(b) we Władywostoku, od 21 marca 1939 do 25 lutego 1986 członek KC WKP(b)/KPZR, od lutego 1947 do 10 lipca 1948 zastępca szefa Zarządu Weryfikacji Organów Partyjnych KC WKP(b), później kierownik Wydziału Organów Partyjnych, Związkowych i Komsomolskich KC WKP(b). Od 16 października 1952 do 5 marca 1953 sekretarz KC KPZR i zastępca członka Prezydium (Biura Politycznego) KC KPZR, od 15 marca 1953 do 15 lipca 1956 sekretarz Prezydium Rady Najwyższej ZSRR, od 19 sierpnia 1956 do 4 czerwca 1963 ambasador nadzwyczajny i pełnomocny ZSRR w Iranie. Od 18 stycznia 1964 do 20 czerwca 1967 ambasador nadzwyczajny i pełnomocny ZSRR w Algierii, od 20 czerwca 1967 do 19 kwietnia 1973 ambasador nadzwyczajny i pełnomocny ZSRR w Indiach. Od 1973 do października 1975 zastępca ministra spraw zagranicznych ZSRR, od października 1975 do grudnia 1982 szef Wydziału KC KPZR ds. Pracy z Zagranicznymi Kadrami i Wyjazdów za Granicę, następnie na emeryturze. Deputowany do Rady Najwyższej ZSRR od 1 do 4 i 9-10 kadencji. Pochowany na Cmentarzu Nowodziewiczym.

## Odznaczenia
- Order Lenina (czterokrotnie, m.in. 15 kwietnia 1955)
- Order Rewolucji Październikowej
- Order Wojny Ojczyźnianej I klasy
- Order Czerwonego Sztandaru Pracy (dwukrotnie)
- Order Przyjaźni Narodów